# Williamsburg (Ohio)
Williamsburg is een plaats (village) in de Amerikaanse staat Ohio, en valt bestuurlijk gezien onder Clermont County.

## Demografie
Bij de volkstelling in 2000 werd het aantal inwoners vastgesteld op 2358.
In 2006 is het aantal inwoners door het United States Census Bureau geschat op 2351, een daling van 7 (-0.3%).

## Geografie
Volgens het United States Census Bureau beslaat de plaats een oppervlakte van
5,0 km², waarvan 4,9 km² land en 0,1 km² water. Williamsburg ligt op ongeveer 263 m boven zeeniveau.

## Plaatsen in de nabije omgeving
De onderstaande figuur toont nabijgelegen plaatsen in een straal van 16 km rond Williamsburg.